# Саран мак Коэлбад
Саран мак Коэлбад (др.‑ирл. Sárán mac Cóelbad; умер в 455) — первый правитель Дал Арайде, а также король Ульстера (429—455).

## Биография
Саран был старшим сыном короля Ульстера Коэлбада мак Круйнда, гибель которого авторы «Анналов четырёх мастеров», а вслед за ними и Джеффри Китинг датировали серединой IV века. Однако современные историки считают эту датировку кончины отца Сарана мак Коэлбада ошибочной и относят его смерть к 429 году, времени завоевания северных земель Ирландии сыновьями Ниалла Девять Заложников. После гибели Коэлбада Саран унаследовал населённые круитни отцовские родовые земли. Здесь было образовано новое ульстерское суб-королевство Дал Арайде, первым правителем которого и стал Саран. В написанном в IX веке «Трёхчастном житии святого Патрика» Сарана называется королём только этого владения, однако более поздние королевские списки упоминают его и как ульстерского монарха, отводя ему двадцать шесть лет правления.
Согласно сведениям жития, Саран мак Коэлбад был ярым язычником, выступавшим против миссионерской деятельности святого Патрика. Хотя все одиннадцать братьев Сарана выказывали «апостолу Ирландии» великое уважение, по приказу короля тот был изгнан из Ульстера. За этот проступок Патрик проклял своего преследователя, провозгласив, что тот никогда не попадёт в рай и никто из его потомков не удостоится чести унаследовать отцовские владения.
Вскоре после этого Саран мак Коэлбад захватил во время похода в Дал Риаду множество пленных. Узнав о страданиях узников, святой Олкан обратился к королю с просьбой дать пленникам свободу, но тот готов был сделать это только в обмен на снятие с него проклятия, наложенного Патриком. В случае отказа король пообещал святому казнить всех захваченных в плен, а также убить всех священников, каких он найдёт в своих владениях. Эти угрозы заставили Олкана пойти против воли Патрика и клятвенно обещать Сарану полное искупление. Позднее, когда Олкан при встрече с Патриком рассказал об этом случае, «апостол Ирландии», придя в великий гнев, приказал задавить ослушника колесницей и только заступничество возницы спасло Олкана от гибели.
Саран мак Коэлбад был дважды женат. По свидетельствам «Лейнстерской книги» и трактата «Banshenchas» («О знаменитых женщинах»), его первой супругой была Эрк, дочь короля Дал Риады Лоарна мак Эрка. Однако этот брак не был удачным: Эрк, оказавшаяся неверной женой, сбежала от Сарана к королю Айлеха Муйредаху мак Эогайну и стала его супругой. Второй женой короля Ульстера стала Бобона (или Попона), также дочь короля Лоарна. В этом браке родились четверо детей: Луйриг, Ронан Финн, Бейкан и Кайрнех.
Смерть Сарана мак Коэлбада датируется 455 годом. Одно из шотландских преданий, содержащееся в рукописи конца XIV века, называет местом его захоронения город Уиторн. В этом источнике Саран описывается как известный своей храбростью полководец, побеждавший в битвах пиктов и англосаксов. Как и предсказал святой Патрик, ни один из сыновей Сарана мак Коэлбада не унаследовал хотя бы части отцовских владений: престол Ульстера перешёл к Муйредаху Муйндергу из рода Дал Фиатах, а королевство Дал Арайде досталось брату Сарана Кондле. Старший сын Сарана, Луйриг, упоминается в агиографической литературе как правитель земель в Британии, а три его младшие брата — как святые.